# In odium fidei – iz mržnje prema vjeri
In odium fidei – iz mržnje prema vjeri je hrvatski dokumentarni film iz 2015. godine redateljice Nade Prkačin.
Napravljen je u produkciji Laudata. Središnja tema je zločin iz mržnje prema vjeri, in odium fidei. To je bio komunističko-partizanski zločin ubojstva 66 hercegovačkih franjevaca za vrijeme Drugog svjetskog rata i poraća. Komunističko-partizanske snage su po zauzimanju područja koja su bila pod vlasti NDH sprovele krvavi obračun nad duhovnim pastirima i hrvatskim pukom. Sprovela ga je posebna postrojba koja je izravno odgovarala vrhovnom komandantu NOV-a Josipu Brozu Titu. Za likvidacije su postojali već pripremljeni popisi čime su komunističko-partizanske snage po ulasku u sela s hrvatskim katoličkim pučanstvom znale koga ubiti. Popise tih viđenijih ljudi koji im se nisu željeli priključiti sastavili su članovi partijskih ćelija tih mjesta. Radi skrivanja zločina, tijela ubijenih žrtava bacili su u jame i škrape diljem BiH. Zbog straha od osvete režima svjedoci su šutili. Kad je rat završio i ubijanja prestala, prešlo je u progone preživjelih. Početkom 50-ih godina 20. stoljeća crkveni poglavari s velikim brojem svećenstva osuđivani su na montiranim sudskim procesima završavali po jugokomunističkim tamnicama u kojima su služili dugogodišnje kazne. O zločinima se potiho progovorilo tek sedamdesetih godina 20. stoljeća, a glasnije se o tabu temi progovorilo tek nakon pada komunizma, SSSR-a i raspadom komunističke Jugoslavije.